# Каванго

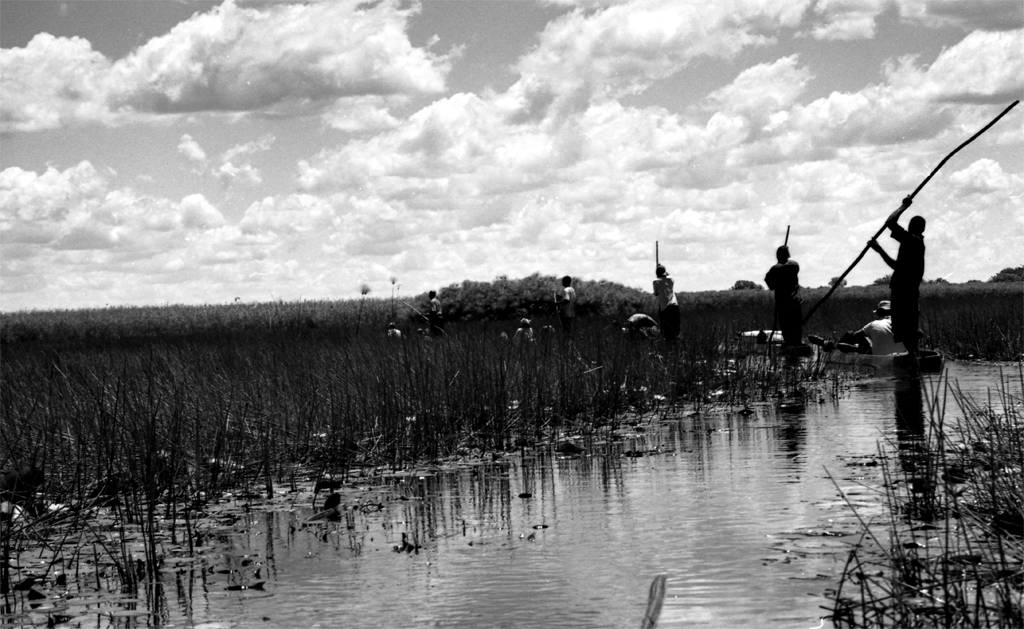
Рыбаки каванго на реке Окаванго

Каванго или Вакаванго — народ группы банту, проживающий в основном в Намибии, а также в Анголе. Второй по численности народ представляющий семью банту в Намибии.

## История
История народа каванго пока малоисследованна, По некоторым данным, они пришли в Южную Африку из Восточной Африки в XVI веке. Первоначальным местом их обитания была западная часть современной Танзании, откуда они переселились в болотистую местность западной Замбии. Из-за постоянных войн с местными племенами и засухи пять племен — Квангали, Мбанза, Шамбю, Гсирику, Мбукушу, переселились на территорию нынешней Намибии. К началу XX века они населяли территории на крайнем северо-востоке Германской Юго-Западной Африки и юго-восточную часть Анголы. Ранее эти земли населяли бушмены, которые частично были оттеснены на юг, частично ассимилированы. Восточные каванго частично смешались с гереро. В течение XIX и XX веков происходила миграция различных народов с севера в область проживания каванго и дальнейшее смешение каванго с меньшинствами чокве и немба. В ходе войны за независимость Анголы и последовавшей за ней гражданской войны практически все каванго переселились в Намибию.